# Anaal Nathrakh
Anaal Nathrakh je britanski ekstremni metal sastav, čija je glazba kombinacija black metala, grindcorea, death metala i industriala.

## O sastavu
Osnovan je 1999. godine kao black metal-sastav. Ime sastava dolazi iz Merlinove čarolije iz filma Excalibur te u prijevodu znači "dah zmije". Njegovi jedini stalni članovi su pjevač V.I.T.R.I.O.L. (Dave Hunt), te Irrumator (Mick Kenney) koji je zadužen za sviranje gitare, bas-gitare i programiranje bubnjeva. Prvi studijski album The Codex Necro objavili su 2001., a zasada posljednji od ukupno jedanaest, Endarkenment 2020. godine. Većina njihovih pjesama, tematski vezanih uz nihilizam, mizantropiju i armagedon, inspirana je pisanjem Friedricha Nietzschea i dugih filozofa. Tekstove pjesama nikada službeno ne objavljuju, do sad jedine iznimke su pjesme "Forward!" i "The Age of Starlight Ends". Iako je sastav ispočetka zamišljen kao isključivo studijski projekt, s vremenom su počeli nastupati na većim festivalima, te su održali par kraćih turneja. 

## Članovi sastava
Sadašnja postava
- Irrumator (Mick Kenney) – gitara, bas-gitara, bubnjevi, programiranje bubnjeva, produkcija
- V.I.T.R.I.O.L. (Dave Hunt) - vokal

## Diskografija
Studijski albumi
- The Codex Necro (2001.)
- Domine Non Es Dignus (2004.)
- Eschaton (2006.)
- Hell Is Empty, and All the Devils Are Here (2007.)
- In the Constellation of the Black Widow (2009.)
- Passion (2011.)
- Vanitas (2012.)
- Desideratum (2014.)
- The Whole of the Law (2016.)
- A New Kind of Horror (2018.)
- Endarkenment (2020.)

EP-ovi
- When Fire Rains Down from the Sky, Mankind Will Reap as It Has Sown (2003.)

## Vanjske poveznice
- Službena Myspace stranica